# Colline des musées

La Colline des musées est un réseau réunissant quatre musées situés autour de la colline de Chaillot, dans le 16e arrondissement de Paris : la Cité de l'architecture et du patrimoine, le musée d'Art moderne de Paris, le musée du Quai Branly et le Palais de Tokyo.
Le dispositif, lancé en mai 2009, prévoit qu'une entrée achetée dans l'un de ces musées donne droit à un pass procurant, pendant les cinq jours qui suivent, des avantages tarifaires dans les trois autres musées partenaires : remise pour les deux visites suivantes, et gratuité pour la dernière.
Mais au-delà de l'outil de fidélisation commerciale, des échanges de fond sont envisagés pour la suite,, et il pourrait être élargi à d'autres musées proches et à des marchands d'art, avec une offre plus globale (notamment de transports) ; c'est l'une des dix pistes proposées en septembre 2009 par le Conseil de la création artistique présidé par Marin Karmitz,.
Le projet s'inscrit dans le cadre du Grand Paris.